# Monastère Saint-Georges de Balaklava
Le monastère Saint-Georges de Balaklava (Балакла́вский Гео́ргиевский монасты́рь) est un monastère orthodoxe d'hommes dépendant de l'éparchie de Simféropol de l'Église orthodoxe russe. Il se trouve à Balaklava, quartier dépendant de la municipalité de Sébastopol en Crimée. Il est à flanc de falaise dominant la mer Noire, près du cap Fiolent. 

## Histoire

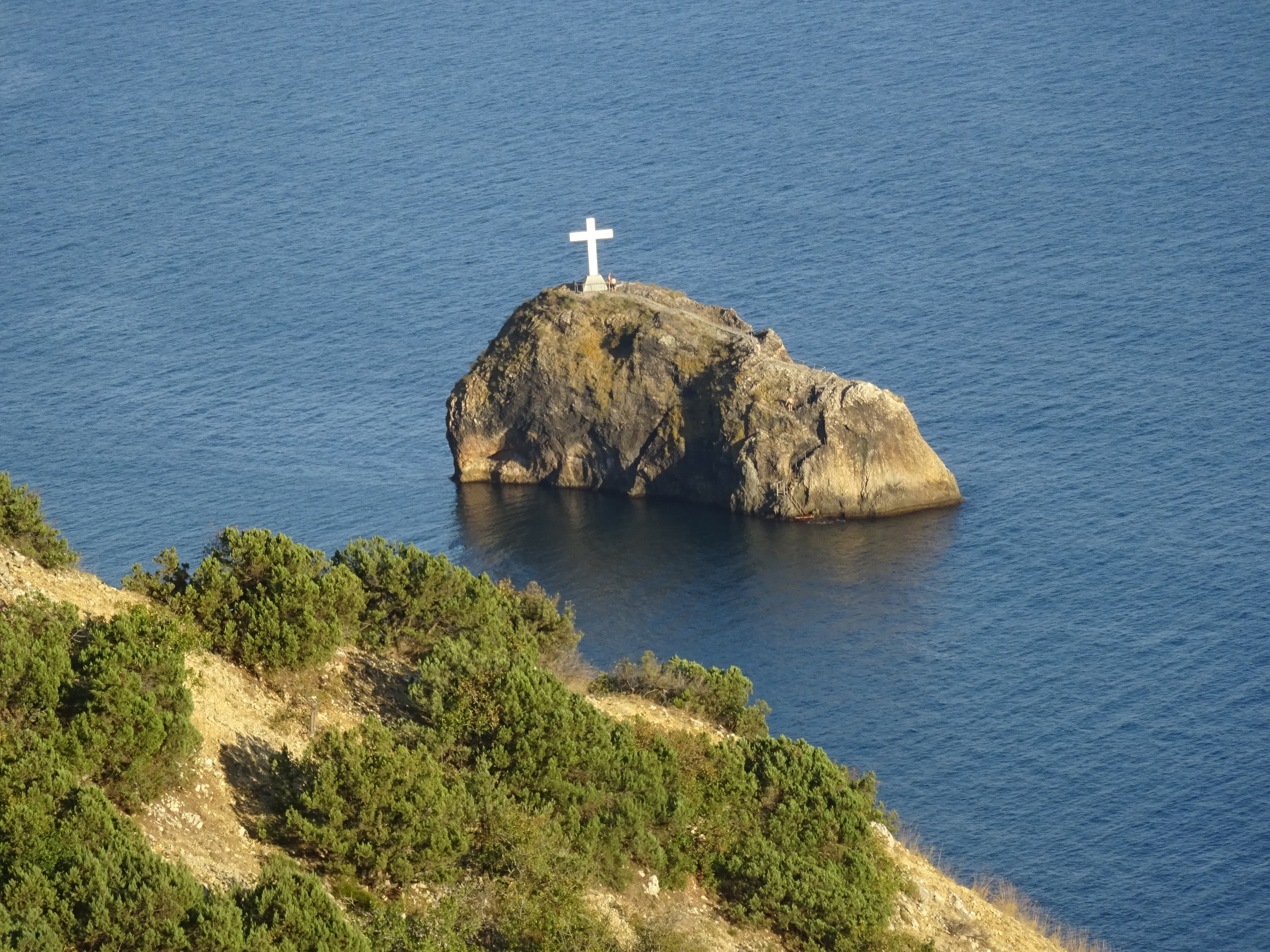
Le rocher de Saint-Georges.

Selon la légende, ce monastère est fondé en 891 par des marins grecs qui avaient essuyé une tempête au cap Fiolent et en étaient restés vivants après avoir imploré la protection de saint Georges. En témoignage de gratitude, les marins fondent une église troglodyte dans la falaise, vouée à saint Georges, et une croix est dressée sur le rocher où le bateau avait manqué de s'échouer.
Le monastère connaît des heures de prospérité au Moyen Âge et demeure toujours en activité sous les Gênois et même à l'époque du khanat de Crimée, où le monastère Saint-Georges est l'une des rares communautés chrétiennes de la péninsule. Le premier témoignage écrit du monastère du cap Fiolent date de 1578: Description de la Crimée par Martin Bronevski, ambassadeur d'Étienne Bathory. Les témoignages de la vie du monastère au XVIIe et au XVIIIe siècle sont très rares et il est vraisemblable qu'il était pratiquement abandonné à cette époque. Il y avait trois moines en 1778 et neuf moines en 1793. En 1794, alors que la Crimée était devenue russe depuis neuf ans après la défaite des Ottomans, les moines grecs qui y demeuraient quittent le monastère Saint-Georges, ne voulant pas dépendre de l'Église orthodoxe russe à la place du patriarcat de Constantinople. Le monastère passe donc sous l'aile du Très Saint-Synode

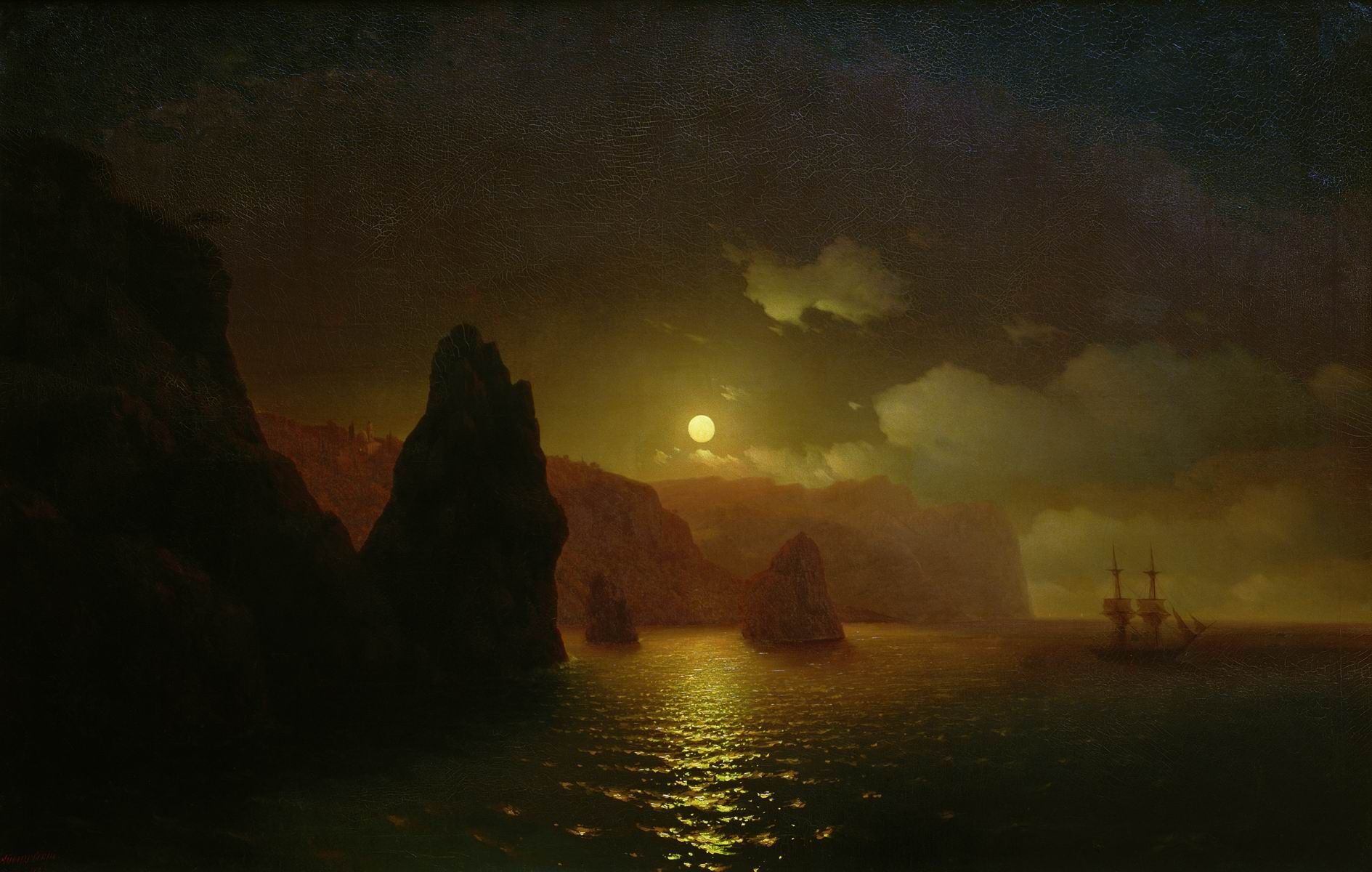
Le Monastère Saint-Georges au cap Fiolent par Ivan Aïvazovski (1846).

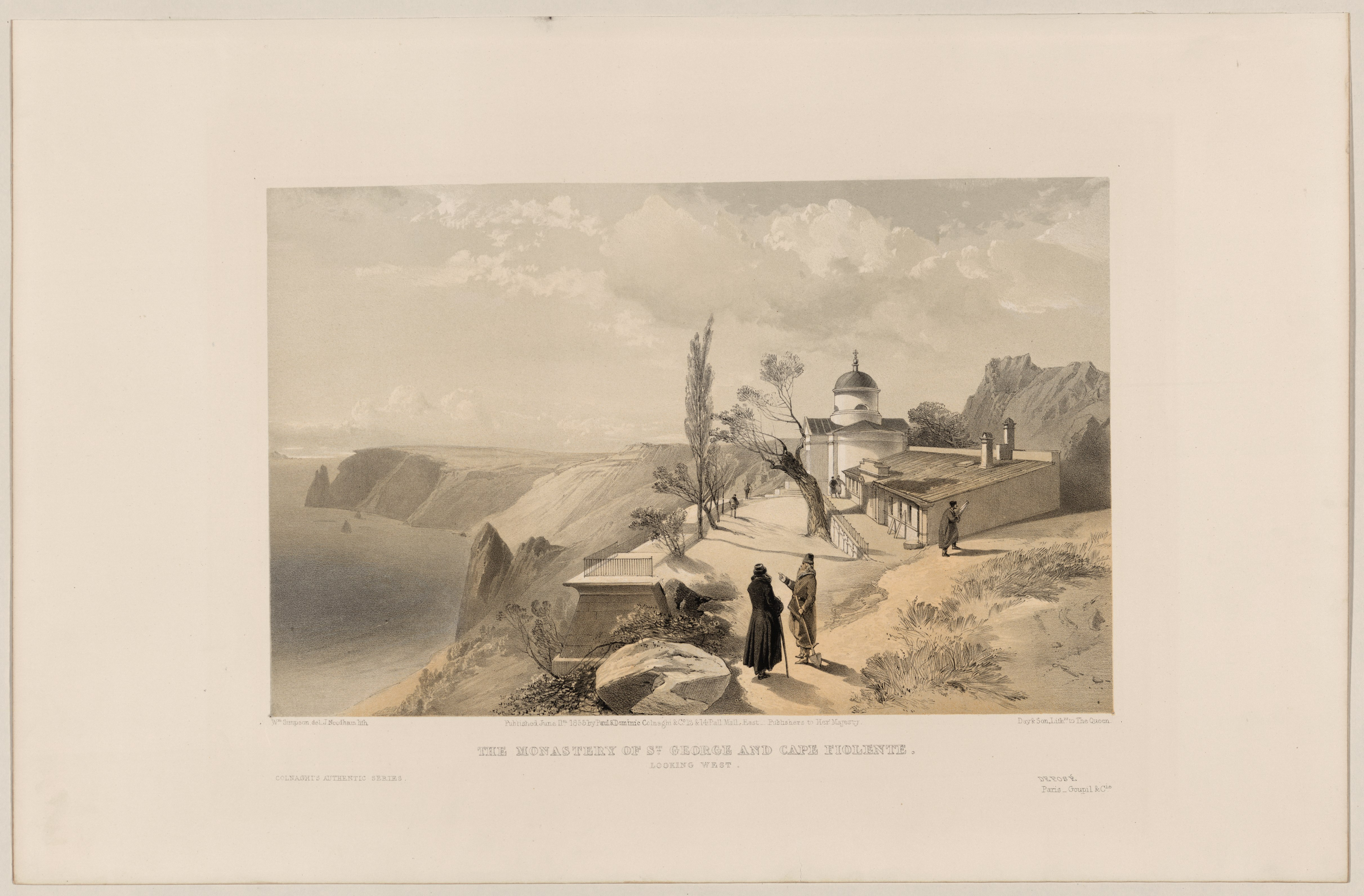
Le monastère st-Georges au cap Fiolent regard vers la gauche peint par William Simpson, 1855.

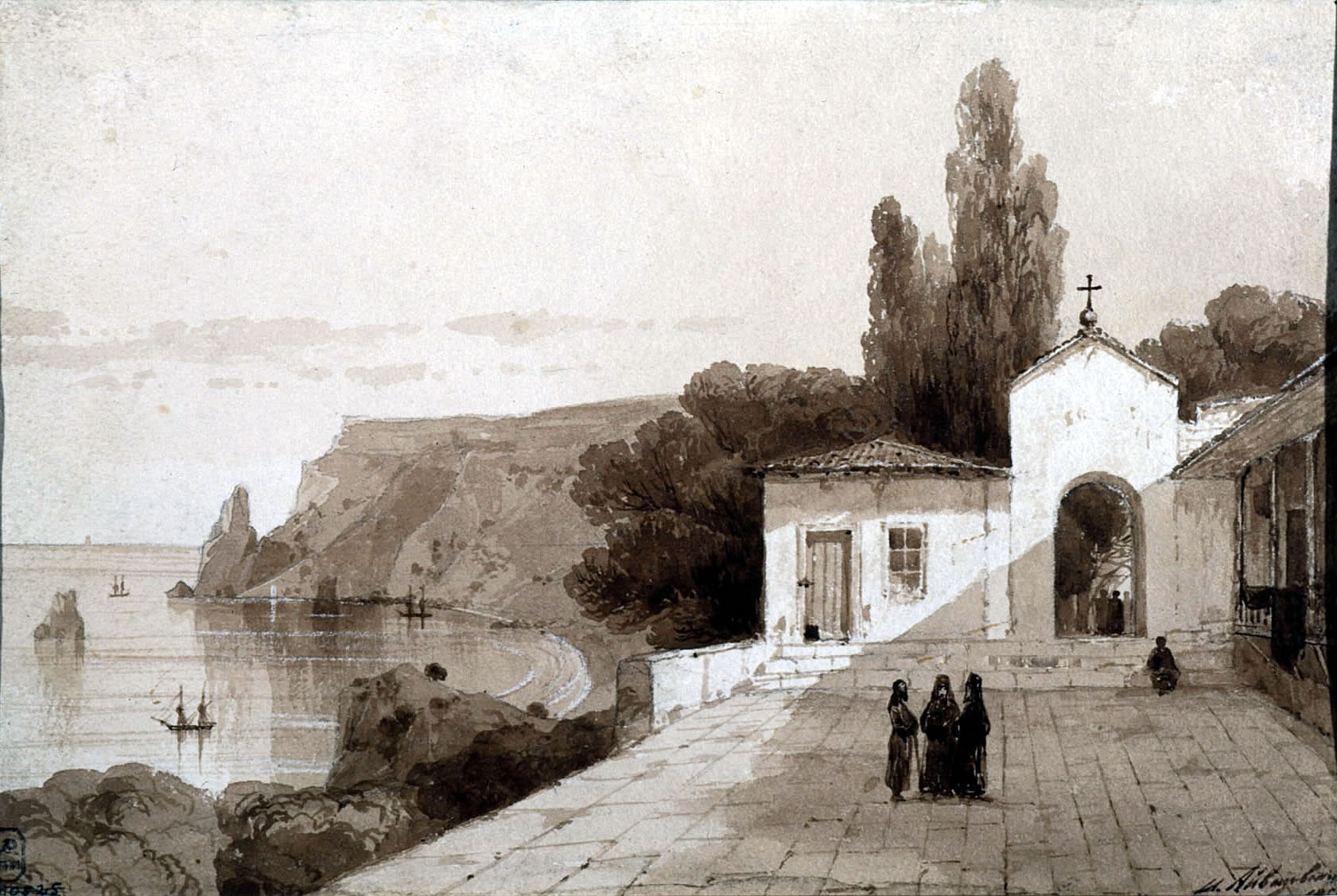
Vue du monastère Saint-Georges par Ivan Aïvazovski (1858).

Au début du XIXe siècle, le monastère sert de siège à l'aumônerie militaire de la flotte de la mer Noire de la marine impériale et s'appelle donc « monastère de la Flotte ». En 1810-1816, l'église Saint-Georges menaçant ruine est démolie et remplacée par une nouvelle dans le style néoclassique. On y construit aussi de nouvelles cellules, une fontaine et une église-réfectoire.
Alexandre Pouchkine visite le monastère en 1820 et une plaque en souvenir est installée sur la rotonde en 2011. Les empereurs russes y viennent aussi en pèlerinage avec leur famille, comme Alexandre Ier en 1818 et 1825; Nicolas Ier en 1837; Alexandre II en 1861; Alexandre III en 1893 et Nicolas II en 1898 et pour la dernière fois le 15 (28) mai 1915. D'autres visiteurs fameux y viennent aussi: Alexandre Griboïedov en 1825; le peintre Ivan Aïvazovski en 1846; le dramaturge Alexandre Ostrovski en 1860; les écrivains Ivan Bounine en 1889 et Anton Tchekhov en 1898. 
En 1816 et en 1846, la source de Saint-Georges est assainie; c'est l'une des nombreuses sources fraîches sur les pentes des environs du cap Fiolent. Au début du XXe siècle encore, cette source était considérée comme saine dans les guides de l'époque; mais aujourd'hui faute de contrôle, elle est considérée comme impropre à la consommation.
Pendant la guerre de Crimée (1853-1856), le monastère est occupé pendant presque deux ans par les troupes anglo-françaises, mais les bâtiments eux-mêmes ne souffrent pas de la guerre. Le monastère fête son millénaire en 1891; il est restauré pour l'occasion, l'église de la Nativité-du-Christ est construite par Valentin Feldmann en 1893, et un escalier de 640 mètres est installé allant vers le monastère et vers le bord de mer (plage de Jaspe) en face du rocher Saint-Georges.

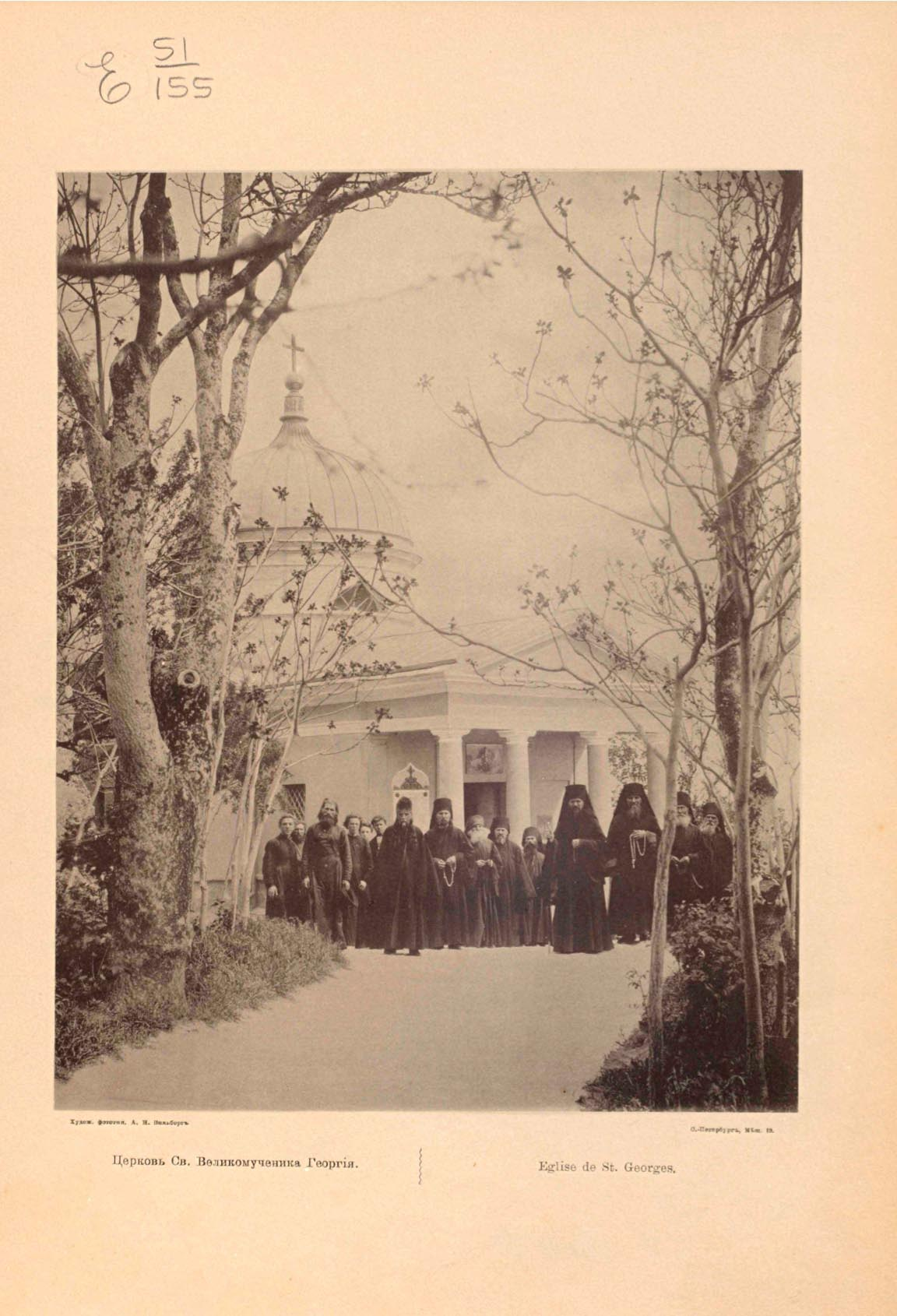
Vue de l'église Saint-Georges, Album des vues du monastère Saint-Georges de Balaklava en Crimée (1891).

Pendant la Première Guerre mondiale, un hôpital militaire est installé dans une partie du monastère.
Après l'arrivée au pouvoir des soviétiques en Crimée, les biens du monastère sont nationalisés en 1922, et il est transformé en sovkhoze «Monastère Saint-Georges», tandis que les églises et les bâtiments sont donnés à la communauté des fidèles, dont les moines qui demeurent au monastère. Mais au cours de la campagne de confiscation des biens d'Église et de la famine de 1921-1922, le supérieur du monastère, Hippolyte, est arrêté et condamné en 1923 pour avoir dissimulé des biens d'Église. Après le tremblement de terre de 1927, l'église Saint-Georges est démolie. Le monastère est fermé par les autorités communistes en 1929 et les bâtiments sont transférés à la Société pour la protection de la défense, de l'aviation et de la chimie (ОСОАВИАХИМ) comme maison de repos et l'église de la Nativité-du-Christ est donnée à la réunion des musées de Sébastopol. Le culte continue à l'église de l'Exaltation-de-la-Croix jusqu'en 1930. En 1939-1941, de cours de politique militaire de la flotte de la mer Noire sont donnés dans les anciens bâtiments monastiques. Pendant la Grande Guerre patriotique, ce sont des cours pour les officiers et le service de santé de la flotte. Une unité de la flotte s'y installe plus tard après la guerre. Le parc est ravagé, ainsi que le vignoble et le cimetière.
Le monastère est rendu à la communauté orthodoxe en 1991 et le 14 septembre 1991 en l'honneur des 1100 ans de la fondation du monastère, l'évêque de Simféropol et de Crimée, Basile (Zlatolinski), bénit une nouvelle croix de métal (7 mètres de hauteur pour 1300 kg) érigée sur le rocher Saint-Georges, à l'emplacement de l'ancienne de marbre, démolie par les Bolchéviques dans les années 1920.
Le 6 mai 1993, l'archevêque de Simféropol et de Crimée, Lazare (Chvetz), célèbre la liturgie divine au monastère en présence des autorités municipales, du commandant de la flotte de la mer Noire, le vice-amiral Edouard Baltine, d'officiels et de clercs. La communauté monastique est officiellement enregistrée le 22 juillet 1993. La première célébration par les moines a lieu le 11 juin 1995, jour de la Sainte-Trinité. Le 2 février 1995, l'église des Saint-Douze-Apôtres de Balaklava et l'église Saint-Constantin-et-Sainte-Hélène de Flotskoïe sont subordonnées au monastère. En 1997, le monastère Saint-Georges consacre des drapeaux à la croix de saint André (emblème de la marine russe) d'un certain nombre d'unités militaires et de navires de la flotte de la mer Noire. Le 15 novembre 2005, un monument dédié à saint André est érigé sur le bord de la falaise au-dessus de l'église troglodyte de la Nativité-du-Christ. L'église Saint-Georges est construite en 2000-2009.

## Supérieurs du monastère après sa restauration
- 30 août 1994 - 13 septembre 1996: higoumène Augustin (Alexandre Polovetski, 1955-13 septembre 1996)
- higoumène Aristarque (Makarenko)
- higoumène Savatius (Myznikov)
- archimandrite Vissarion (Klanovets)

## Personnalités inhumées
- 1840 — comte Ivan de Witte, général de cavalerie, héros de la guerre de 1812.
- 1844 — prince Alexandre Nikolaïevitch Galitzine, ministre de l'instruction publique.
- 1857 — comte Vassili Perovski, gouverneur-général d'Orenbourg
- 1890 — Nikolaï Trigoni, major général
- 1894 — Nikolaï Sokovnine, vice-amiral
- 1896 — Akim Karneïev, peintre académicien

## Ensemble

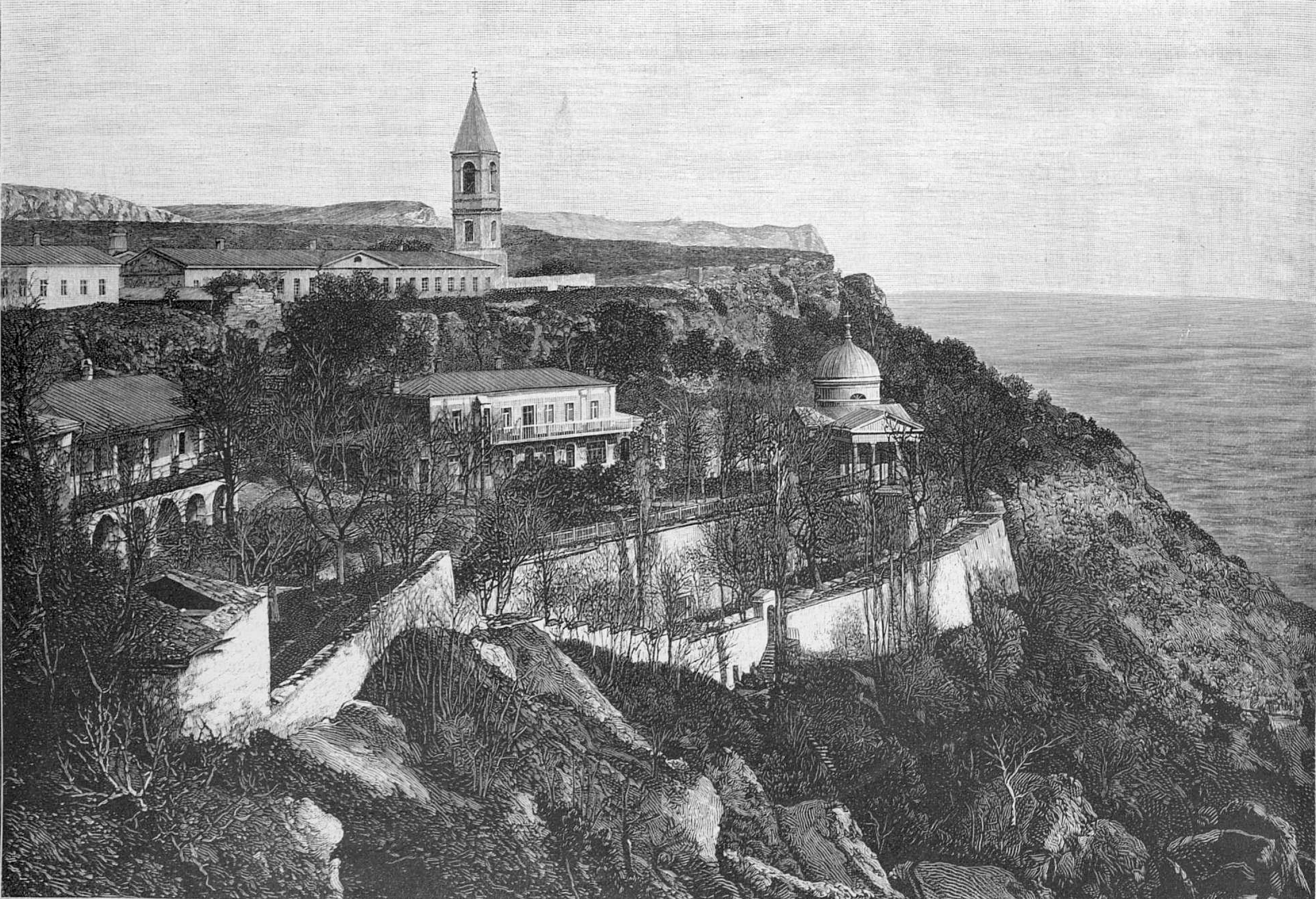
le monastère en 1891.

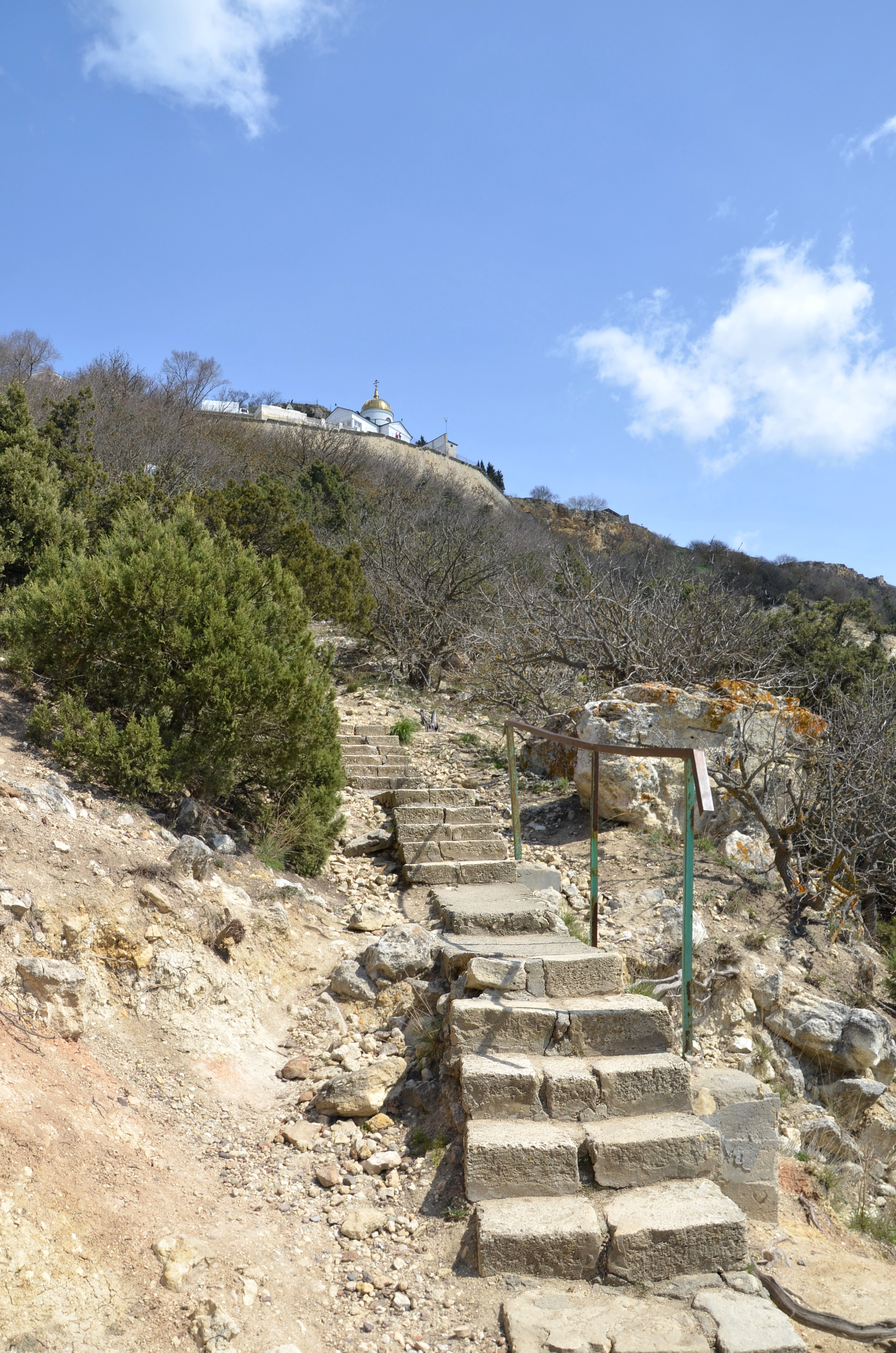
L'escalier du monastère.

### Plateau
- clocher (XIXe siècle)
- ancienne église de l'Exaltation-de-la-Croix, aujourd'hui bibliothèque militaire (1850)
- chapelle funéraire du métropolite Chrisanthe (1893)
- monument de Pouchkine (1952, transféré de Sébastopol en 1983)
- monument de saint André (2005)

### Partie ouest de la terrasse
- 2 anciens bâtiments pour les moines (XIXe siècle)
- bâtiment principal des cellules des moines (XIXe siècle)
- église Saint-Georges (1810-1816; reconstruite en 2000-2009)
- église-réfectoire (1838)
- chapelle troglodyte de la Nativité-du-Christ (1892-1893)
- chapelle Notre-Dame-d'Ivérie (2000)
- source Saint-Georges (1816/1846)

### Alentours
- cimetière du monastère
- rotonde-gloriette avec une plaque en souvenir de Pouchkine (2011)
- ruine de la maison de l'amiral Lazarev
- escalier vers la plage de Iachma (1891)
- rocher de Saint-Georges avec escalier et croix (en mer en face de la plage)

|                                            |                      |                   |                                          |
| église troglodyte de la Nativité-du-Christ | église Saint-Georges | rotonde-gloriette | vue du bâtiment des cellules monastiques |